# بيتر غريغوري
بيتر غريغوري (بالإنجليزية: Peter Gregory)‏ (25 يوليو 1992 بإيستبورن في المملكة المتحدة - ) هو لاعب كرة قدم بريطاني في مركز الظهير. لعب مع إيستبورن بوروه ونادي بورتسموث ونادي بيرا مار ونادي ليويس ونوتينغهام فورست وVentura County Fusion ‏.

## وصلات خارجية
- بيتر غريغوري على موقع قاعدة بيانات كرة القدم.إي يو (الإنجليزية)
- بيتر غريغوري على موقع Soccerbase.com (لاعب) (الإنجليزية)
- بيتر غريغوري على موقع Soccerway.com (الإنجليزية)